# Rochetaillée
Rochetaillée là một xã thuộc tỉnh Haute-Marne trong vùng Grand Est đông bắc nước Pháp.
Thị trấn này có diện tích 27,95 km2, dân số năm 2006 theo điều tra của INSEE là 147 người.
Sông Aujon chảy theo hướng bắc tây bắc qua giữa thị trấn. Sông này chảy qua hai làng: Chameroy và Rochetaillée.